# Qal'eh-ye Now
Qal'eh-ye Now —también Qala-e-naw— (en pastún: قلعه نو) es la capital de la provincia afgana de Bādgīs.
Tiene una población de 9920 habitantes, según estimaciones para 2012.
La ciudad fue víctima de los ataques de los talibanes.
Es conocida por sus bosques de alfóncigos o pistachos (Pistachia vera).

## Demografía
La composición étnica es aproximadamente de un 80 % de tayikos, con un pequeño número de pastunes, baluchis, uzbekos y turcomanos.

## Clima
| Parámetros climáticos promedio de Qala i Naw | Parámetros climáticos promedio de Qala i Naw | Parámetros climáticos promedio de Qala i Naw | Parámetros climáticos promedio de Qala i Naw | Parámetros climáticos promedio de Qala i Naw | Parámetros climáticos promedio de Qala i Naw | Parámetros climáticos promedio de Qala i Naw | Parámetros climáticos promedio de Qala i Naw | Parámetros climáticos promedio de Qala i Naw | Parámetros climáticos promedio de Qala i Naw | Parámetros climáticos promedio de Qala i Naw | Parámetros climáticos promedio de Qala i Naw | Parámetros climáticos promedio de Qala i Naw | Parámetros climáticos promedio de Qala i Naw |
| Mes                                          | Ene.                                         | Feb.                                         | Mar.                                         | Abr.                                         | May.                                         | Jun.                                         | Jul.                                         | Ago.                                         | Sep.                                         | Oct.                                         | Nov.                                         | Dic.                                         | Anual                                        |
| -------------------------------------------- | -------------------------------------------- | -------------------------------------------- | -------------------------------------------- | -------------------------------------------- | -------------------------------------------- | -------------------------------------------- | -------------------------------------------- | -------------------------------------------- | -------------------------------------------- | -------------------------------------------- | -------------------------------------------- | -------------------------------------------- | -------------------------------------------- |
| Temp. máx. abs. (°C)                         | 23.2                                         | 25.4                                         | 32.7                                         | 33.5                                         | 39.1                                         | 42.5                                         | 42.8                                         | 40.0                                         | 37.7                                         | 35.0                                         | 30.5                                         | 26.5                                         | '                                            |
| Temp. máx. media (°C)                        | 6.3                                          | 7.4                                          | 14.9                                         | 21.9                                         | 29.0                                         | 33.7                                         | 35.8                                         | 33.5                                         | 29.0                                         | 23.0                                         | 16.7                                         | 10.2                                         | 21.8                                         |
| Temp. media (°C)                             | 0.1                                          | 2.4                                          | 3.6                                          | 15.1                                         | 20.8                                         | 25.8                                         | 28.2                                         | 25.3                                         | 20.5                                         | 14.0                                         | 8.6                                          | 3.9                                          | 14                                           |
| Temp. mín. media (°C)                        | -4.0                                         | -2.4                                         | 2.9                                          | 8.9                                          | 12.0                                         | 15.8                                         | 18.2                                         | 16.1                                         | 10.0                                         | 5.0                                          | 1.8                                          | -0.8                                         | 7                                            |
| Temp. mín. abs. (°C)                         | −27.3                                        | -26.1                                        | −10.9                                        | -9.0                                         | 2.3                                          | 6.6                                          | 11.2                                         | 6.3                                          | 0.2                                          | -7.0                                         | −9.6                                         | −23.4                                        | '                                            |
| Precipitación total (mm)                     | 63.9                                         | 77.0                                         | 97.5                                         | 47.3                                         | 12.3                                         | 0.0                                          | 0.0                                          | 0.0                                          | 0.6                                          | 6.7                                          | 17.9                                         | 53.4                                         | 376.6                                        |
| Días de lluvias (≥ 1 mm)                     | 5                                            | 7                                            | 10                                           | 9                                            | 3                                            | 0                                            | 0                                            | 0                                            | 0                                            | 2                                            | 4                                            | 5                                            | 45                                           |
| Días de nevadas (≥ 1 mm)                     | 6                                            | 5                                            | 3                                            | 0                                            | 0                                            | 0                                            | 0                                            | 0                                            | 0                                            | 0                                            | 1                                            | 3                                            | 18                                           |
| Horas de sol                                 | 127.4                                        | 120.8                                        | 170.9                                        | 162.5                                        | 264.0                                        | 344.8                                        | 367.2                                        | 334.0                                        | 310.8                                        | 197.0                                        | 175.4                                        | 110.2                                        | 2685                                         |
| Humedad relativa (%)                         | 78                                           | 75                                           | 75                                           | 70                                           | 53                                           | 39                                           | 37                                           | 37                                           | 43                                           | 53                                           | 60                                           | 76                                           | 58                                           |
| Fuente: NOAA (1970-1983)                     |                                              |                                              |                                              |                                              |                                              |                                              |                                              |                                              |                                              |                                              |                                              |                                              |                                              |

## Imágenes

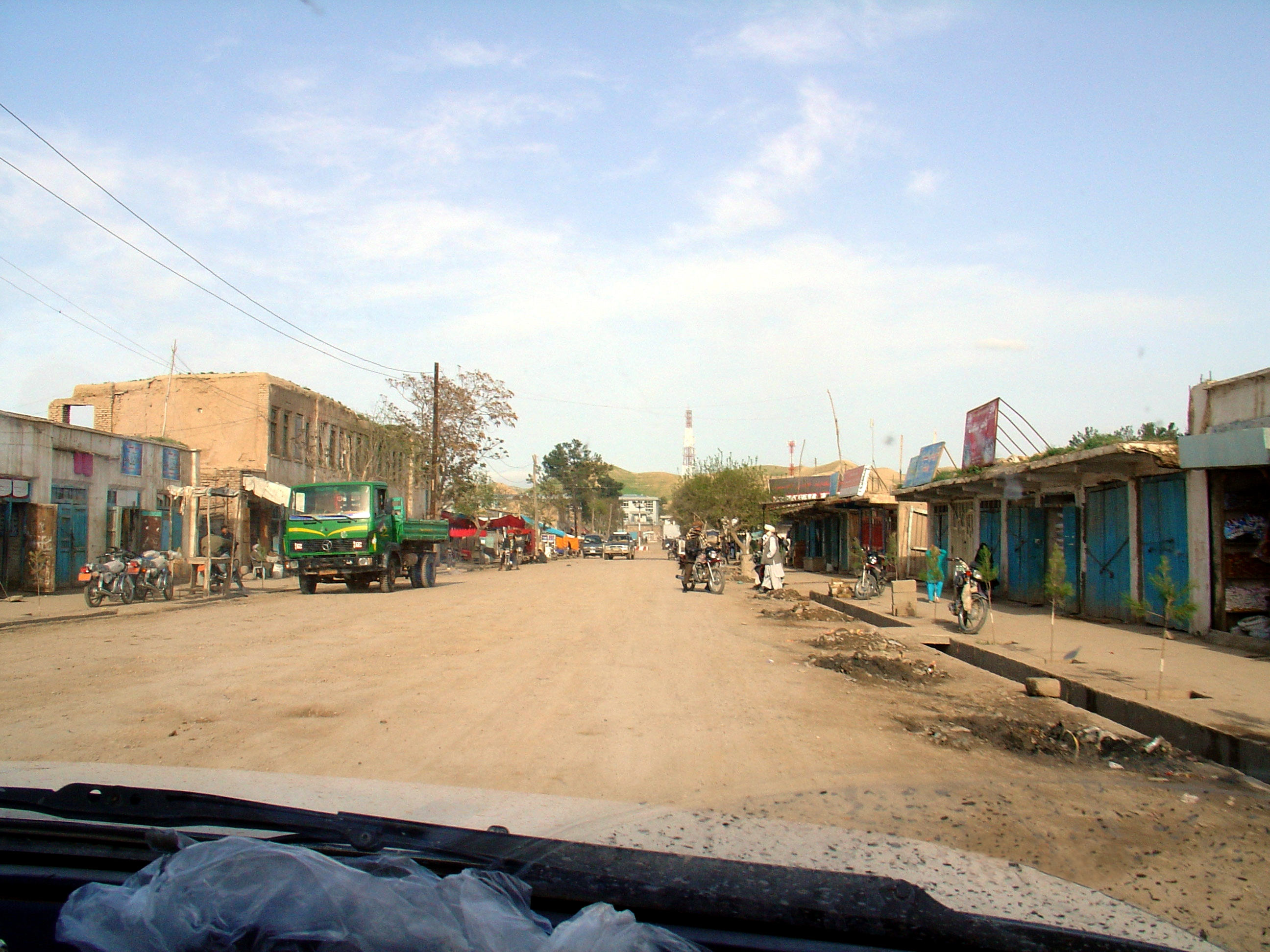
Vista de las calles del centro de Qal'eh-ye Now.
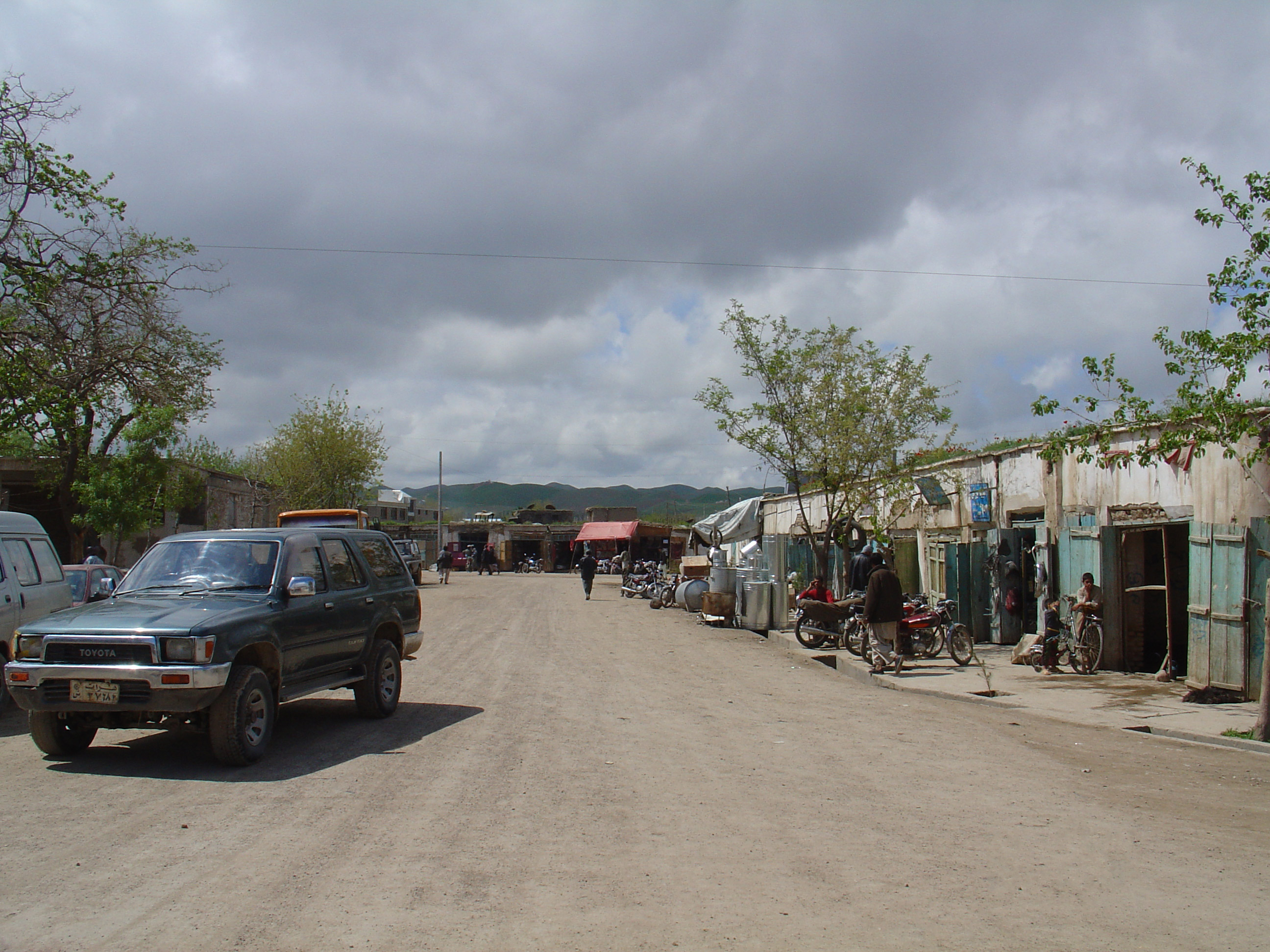
La ciudad en 2009.
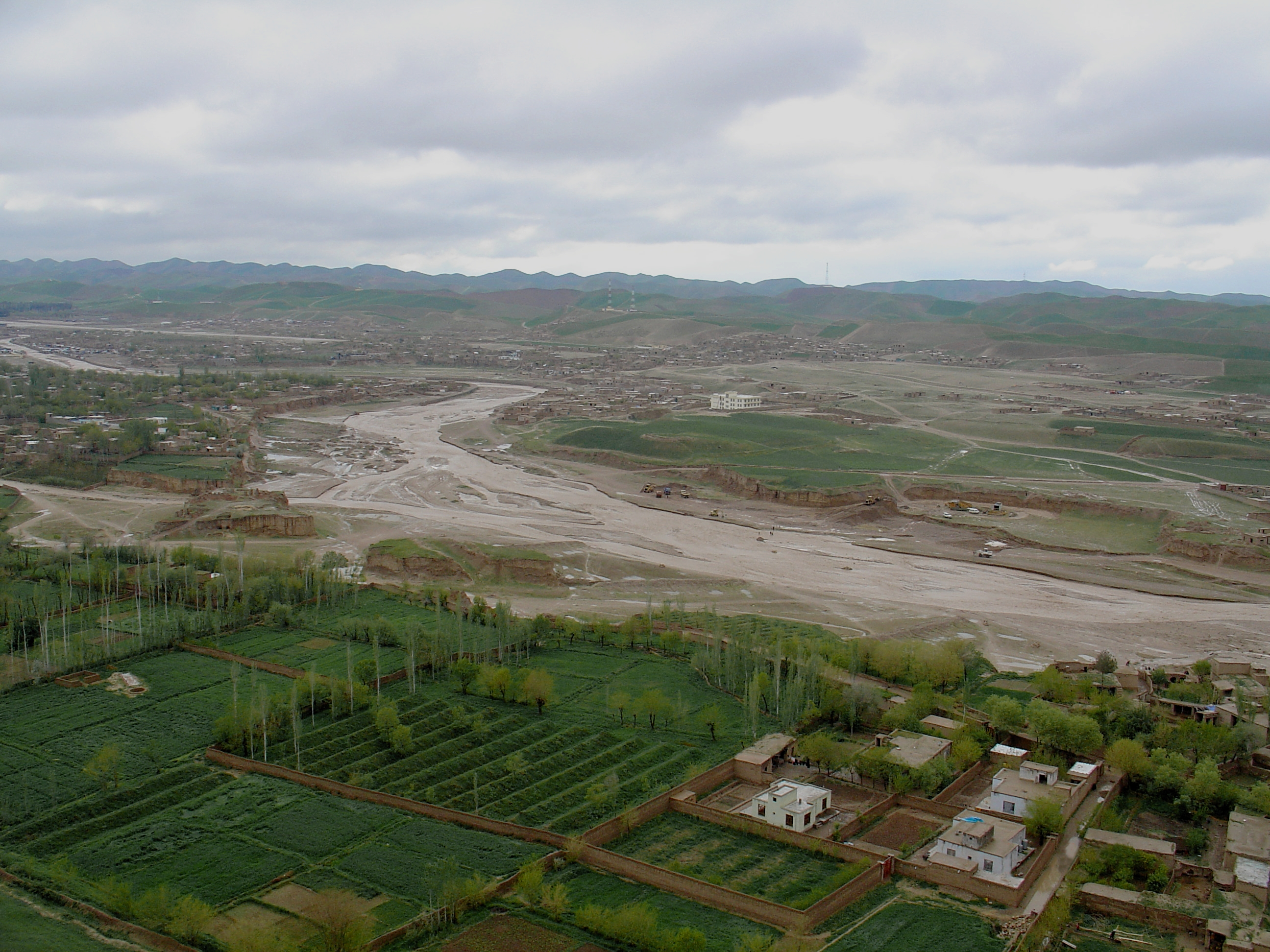